# Querbes
Pour les articles homonymes, voir Querbes (homonymie).
Querbes est un hameau français de la commune d’Asprières, dans le département français de l'Aveyron en région Occitanie.

## Histoire
Le hameau, dépendant autrefois de la paroisse de Vernet-le-Haut, comptait encore, à la veille de la seconde guerre mondiale, une cinquantaine d'habitants. Certaines familles, comme les Gratacap, sont attestées depuis le milieu du XVIe siècle. Châtaignes, vignes, fruitiers (pêches principalement), céréales, élevage, constituaient les principales ressources. Au lendemain de la Première Guerre mondiale, les hommes ont cherché du travail soit à la mine ou aciéries de Decazeville, dans le chemin de fer (Capdenac-Gare), les carrières le long du Lot... leurs épouses maintenaient une culture vivrière sur de petites propriétés (cinq hectares en moyenne). Aujourd'hui ne subsiste qu'un seul cultivateur, éleveur de bovins.
Des mines de blende furent exploitées à proximité du village (galeries effondrées dans la forêt dominant La Montjouvie et Bréziers). La plupart des maisons anciennes ont été bâties à partir des roches provenant de ces mines. Ainsi les murs offrent des échantillons géologiques très intéressants.

## Les Nuits & les Jours de Querbes
Chaque année depuis 1998 s'y déroule entre le 10 et le 15 août un festival de jazz et de littérature : Les Nuits & les Jours de Querbes.
Né d'une rencontre entre amis, ce festival s'est acquis une réputation dans le monde du jazz comme dans celui de la littérature : lieu de découvertes, de rencontres, offrant des moments hors du monde et du temps. Des écrivains et artistes israéliens et palestiniens y ont dialogué et fraternisé, créant une émotion intense. En 2015, le festival, tout en conservant son nom, a été transféré au centre bourg.
Le festival d'été se prolonge en hiver par les rencontres Au coin du cantou, renouvelant les traditionnelles veillées d'hiver. De nombreux écrivains et musiciens sont ainsi venus à la rencontre de leur public, malgré le froid ou la neige. Parmi eux, on peut citer Bojan Z, Diederik Wissels, Edouard Ferlet, Alain Jean-Marie, Steve Potts, Boualem Sansal (Prix de la paix des libraires allemands et grand prix du roman de l'Académie française), Mathias Énard (prix Goncourt), Léonora Miano (prix Fémina), Bernard Chambaz, Caryl Ferey, Peter May, Christopher Hope, Dan Lungu, Krisztina Tóth, Jean-Luc Raharimanana, Salim Béchi, Azza Filali, Ali Bécheur, Alona Kimhi, Marc Kravetz, Hoda Barakat, Shlomo Sand, Elias Sanbar, Ernest Pépin, François Bégaudeau, Olivier Maulin, Frédéric Ciriez, Jean-Pierre Siméon.
Le festival a fêté ses vingt ans en 2017, en réunissant autour du thème « La moitié du monde ? » des musiciennes de jazz comme Anne Pacéo, Delphine Déau, Claudia Solal, Leila Martial et des auteures comme Parisa Reza, Pinar Selek, Adrienne Yabouza.
En 2022, le festival s'apprête à fêter ses vingt-cinq années d'existence. Il a traversé la crise de la COVID 19 en maintenant en 2020 et 2021 son festival d'été sous une forme adaptée, et en s'installant dans le parc de Capèle, à Capdenac-gare. En effet, n'étant plus soutenu par la municipalité d'Asprières issue des urnes en 2020, le festival a été transféré à Capdenac-gare, où il plante désormais son chapiteau dans le parc au centre ville. Seules les soirées « au coin du cantou » sont maintenues dans le hameau de Querbes, en Saison. L'activité du festival s'est notablement élargie, en développant de nombreux projets en partenariat (Culture et lien social, Printemps des poètes, ciné-concert, concerts au Musée Champollion, etc.).